# Mahajanga
Mahajanga (tidigare: Majunga) är en stad i regionen Boeny i den nordvästra delen av Madagaskar. Staden hade 246 022 invånare vid folkräkningen 2018, på en yta av 51,05 km². Den ligger vid Bombetokaviken på den nordvästra kusten, cirka 375 kilometer nordväst om Antananarivo. Mahajanga är huvudort i regionen Boeny och erövrades av fransmännen 1895.
Mahajanga är ett handelscentrum och har en viktig hamn. Staden har även en omfattande livsmedelsindustri. Den grundades av araber omkring år 1700.
Stadens flygplats ligger sju kilometer nordost om staden och heter Amborovy.